# Pasieczna (góra)
Pasieczna – szczyt o wysokości 928 m n.p.m. w Górach Złotych w Sudetach Wschodnich, leżący na granicznym grzbiecie, oddzielającym Polskę od Czech.

## Położenie
Wzniesienie, położone na granicy polsko-czeskiej w Sudetach Wschodnich, w południowo-zachodniej części Gór Złotych, na terenie Śnieżnickiego Parku Krajobrazowego, na rozrogu odchodzącym od Smreka, położonego po czeskiej stronie w kierunku południowo-zachodnim. Wznosi się między Kowadłem, po północno-wschodniej stronie i wzniesieniem Rudawiec po południowo-zachodniej stronie, około 2,0 km, na południe od małej wioski Bielice.

## Fizjografia
Graniczne wzniesienie o spłaszczonym słabo zarysowanym wierzchołku, który położony jest na rozległej szczytowej wierzchowinie, jest ledwo zauważalny w terenie. Stanowi boczną, północno-zachodnią spłaszczoną kulminacją rozległej wierzchowiny masywu Smreka, położonego po czeskiej stronie, która od Smreka odchodzi w kierunku południowo-zachodnim, a następnie skręca na północny zachód. Wznosi się z płaskiej prawie grani granicznej, na krawędzi "worka bialskiego". W kierunku północno-wschodnim opada łagodnie grzbietowym zboczem do siodła położonego przed Kowadłem. W kierunku południowo-zachodnim dość stromo opada do doliny Białej Lądeckiej. W kierunku południowo-wschodnim łagodnie przechodzi wzdłuż granicy prawie płaskim grzbietowym zboczem do Karkulki (925 m n.p.m.). Na północ stromo opada do miejscowości Bielice. Wzniesienie położone na dziale wodnym, w całości zbudowane ze skał metamorficznych, głównie z gnejsów gierałtowskich oraz łupków krystalicznych. Na zboczach wzniesienia pośród drzew występują charakterystyczne pojedyncze skałki. Wzniesienie porośnięte w większości naturalnym lasem mieszanym regla dolnego, a w partiach szczytowych świerkowym regla górnego. Wzniesienie stanowi teren dziki i niecywilizowany, z rzadkimi gatunkami flory i fauny. Wzniesienie pod koniec XX wieku dotknęły zniszczenia wywołane katastrofą ekologiczną w Sudetach.

## Turystyka
Przez szczyt prowadzi szlak turystyczny:
- żółty – prowadzący wzdłuż granicy państwowej od wzniesienia Špičák na Przełęczy u Trzech Granic.

Do szczytu dochodzi się od Bielic zielonym szlakiem potem wzdłuż granicy państwa wąskim pasem pozbawionym drzew, od strony Kowadła lub od strony Rudawca przez Iwinkę i Przełęcz u Trzech Granic. Na zachodnim zboczu w niewielkiej odległości od szczytu położony jest niewielki punkt widokowy.